# Eupanacra pulchella
Eupanacra pulchella là một loài bướm đêm thuộc họ Sphingidae. Nó được tìm thấy ở Papua New Guinea.
Nó giống với Eupanacra micholitzi. Con trưởng thành có phía trên cánh trước tối với các dải vàng và phía trên cánh sau da cam với dải rìa tối.